# توماس دان إنجلش
توماس دان إنجلش (بالإنجليزية: Thomas Dunn English)‏ هو كاتب مسرحي وصحفي ومحامي وكاتب وسياسي أمريكي، ولد في 29 يونيو 1819 في فيلادلفيا في الولايات المتحدة، وتوفي في 1 أبريل 1902 في نيوآرك في الولايات المتحدة. حزبياً، نشط في الحزب الديمقراطي. وقد انتخب عضو جمعية نيوجيرسي العامة وانتخب عضو مجلس النواب الأمريكي.